# Xuân Sơn, Đô Lương
Xuân Sơn là một xã thuộc huyện Đô Lương, tỉnh Nghệ An, Việt Nam.
Xã Xuân Sơn có diện tích 9,57 km², dân số năm 1999 là 5954 người, mật độ dân số đạt 622 người/km².